# Jorge Contreras
Jorge Alejandro Contreras (Lo Barnechea, 3 juli 1960) is een voormalig profvoetballer uit Chili, die speelde als aanvaller gedurende zijn carrière. Na zijn actieve loopbaan stapte hij het trainersvak in. Hij werd in 1993 uitgeroepen tot Chileens voetballer van het jaar.

## Clubcarrière
Contreras speelde clubvoetbal in Chili, Spanje en Mexico. Hij kwam tot een totaal van 254 competitieduels en 74 doelpunten.

## Interlandcarrière
Contreras speelde 24 officiële interlands voor het Chileens voetbalelftal in de periode 1983-1997, en scoorde twee keer voor de nationale ploeg. Hij maakte zijn debuut in de vriendschappelijke thuiswedstrijd tegen Peru (2-0-overwinning) op 3 augustus 1983 in Arica. Contreras nam met Chili deel aan twee edities van de Copa América: 1987 en 1991.
| Interlanddoelpunten | Interlanddoelpunten | Interlanddoelpunten | Interlanddoelpunten | Interlanddoelpunten | Interlanddoelpunten | Interlanddoelpunten | Interlanddoelpunten |
| #                   | Datum               | Locatie             | Wedstrijd           | Goal(s)             | Score               | Uitslag             | Wedstrijd           |
| ------------------- | ------------------- | ------------------- | ------------------- | ------------------- | ------------------- | ------------------- | ------------------- |
| 1                   | 30/06/1987          | Córdoba             | Chili – Venezuela   | 70'                 | 2 – 1               | 3 – 1               | Copa América        |
| 2                   | 08/07/1991          | Concepción          | Chili – Peru        | 51' (pen.)          | 2 – 0               | 4 – 2               | Copa América        |

## Erelijst
Colo-Colo
- Primera División

1993
- Chileens voetballer van het jaar

1993